# Komplett galen
Komplett galen är en svensk långfilm från 2004 i regi av Rafael Edholm, med Görel Crona och Rafael Edholm i huvudrollerna.

## Handling
Ett äkta par ska sätta upp Strindbergs Fröken Julie till en teaterfestival.

## Rollista
- Rafael Edholm - "Jean"
- Görel Crona - Regissör
- Annett Duran - "Kristin"
- Yaba Holst - "Julie"
- Hannu Kiviaho
- Rogelio de Badajoz Duran
- Emilio Castillo
- Rocio Sanchez Millan
- Luis Rubio